# Alfredo Pasotti
Alfredo Pasotti (* 6. Januar 1925 in Bastida Pancarana; † 12. September 2000 ebenda) war ein italienischer Radrennfahrer.

## Sportliche Laufbahn
Pasotti war im Straßenradsport aktiv. Als Amateur hatte er bis auf den Gewinn der Studentenmeisterschaft im Straßenrennen keine bedeutenden Erfolge, da der Zweite Weltkrieg seine Karriere unterbrochen hatte.
Von 1946 bis 1956 war er Unabhängiger und Berufsfahrer. Seine bedeutendsten sportlichen Erfolge waren zwei Etappensiege in der Tour de France 1950 und ein Etappensieg im Giro d’Italia 1952. Auch in der Luxemburg-Rundfahrt 1952 und in der Tour de Suisse 1953 holte er Tageserfolge. 1947 gewann er den Giro della Provincia Biella. 1955 siegte er im Eintagesrennen Grand Prix du Locle.
Zweiter wurde Pasotti im Rennen Tre Valli Varesine 1951 hinter Guido De Santi. 1949 kam er im französischen Rennen Trophée des Grimpeurs auf den 3. Platz.
Den Giro d’Italia bestritt Pasotti siebenmal. 1948 wurde er 13., 1949 25., 1950 21., 1951 25., 1952 12., 1953 und 1954 beendete er die Rundfahrt nicht. In der Tour de France 1950 war er ausgeschieden. 1951 wurde er 16. im Profirennen der Straßenradsport-Weltmeisterschaften. 1955 trat er von Radsport zurück.
In seiner Heimatstadt trägt der Stadtpark seinen Namen.